# 플라스마 가림효과
플라스마 가림효과(Plasma screening)란 이온화 된 전자 즉, 플라스마가 들뜨게 되면 전자 간의 상호작용했던 쿨롱 퍼텐셜이 서로 가림을 받는 현상이 일어나게 되는데 이러한 현상을 가리켜 플라즈마 가림효과라 일컫는다. 플라즈마 가림현상으로 나타나는 대표적인 특징은 물질의 유전상수 변화이다. 주어진 퍼텐셜에서 플라즈마 가림현상으로 일어나게 되는 유전상수의 변화를 나타내는 식이 린드하드 식이다. 1954년 린드하드가 알아낸 이 유전함수는 흔히 RPA (Random Phase Approximation)이라고 많이 불린다. 이는 동적상태인 {\displaystyle \epsilon (q,\omega )\,\!}와 정적상태인 {\displaystyle \epsilon (q)\,\!}로 나누어 모델링 한 것인데 특히, 전자 가스와 같은 플라즈몬에 대해서 잘 예측하게 해준다. 그 린드하드식은 아래와 같다.
| {\displaystyle \epsilon (q,\omega )=1-V_{q}\sum _{k}{\frac {f_{k-q}-f_{k}}{\hbar (\omega +i\delta +E_{k-q}-E_{k})}}} |
여기서, {\displaystyle \epsilon \,\!}은 동적 유전상수(Dynamic Dielectric Funtion)이고 {\displaystyle f_{k}\,\!}는 페르미-디락 분포를 따르는 캐리어 분포 함수를 {\displaystyle V_{q}\,\!}는 {\displaystyle V(r)\,\!}을 푸리에 변환한 함수이다.

## Random Phase Approximation
어떤 시스템의 Dynamic Electronic Response를 보기 위한 방법으로 주로 사용되는 것이 Random Phase Approximation이다. RPA에서 전자는 외부 퍼텐셜 {\displaystyle V_{ext}(r)\,\!} 과 가림효과를 받은 가림 퍼텐셜 {\displaystyle V_{sub}(r)\,\!}을 합친 {\displaystyle V(r)\,\!}에 의해서만 반응을 하고 외부 퍼텐셜{\displaystyle V_{ext}(r)\,\!}이 특정한 단일 주파수 {\displaystyle \omega \,\!}로 진동한다고 가정을 한 방법이다. 따라서, 전체 퍼텐셜 {\displaystyle V(r)\,\!}이 동적 유전상수에 대한 기여는 평균화되어 특정한 Wave Vector  {\displaystyle k\,\!} 만이 기여를 하게 된다.

## 린드하드 식의 유도
전자 플라즈자에서 다체계 상호작용의 대표적인 특징이 플라즈마 가림효과이다. 플라즈마 가림효과는 양자역학적으로 접근을 해야한다. 단일 입자에 관한 해밀토니안을 아래와 같이 표현 할 수 있다. 여기에서 {\displaystyle V_{eff}(r)=V(r)+V_{ind}(r)\,\!}이다. {\displaystyle V(r)\,\!} 은 쿨롱 퍼텐셜이고, {\displaystyle V_{ind}(r)\,\!}는 가림을 받는 입자들에 의해 유도된 퍼텐셜이다.
{\displaystyle H=\int d^{3}r\,\psi ^{\dagger }({\vec {r}})\,\left(-{\frac {\nabla ^{2}\hbar ^{2}}{2m}}\right)\psi ({\vec {r}})+\int d^{3}r\,V_{eff}(r)\,\psi ^{\dagger }({\vec {r}})\,\psi ({\vec {r}})\,}
위에 있는 해밀토니안을 푸리에 변환을 하면 아래와 같은 식이 된다. (일반적으로 전자 플라즈마에 대해서 분석하기 위해서 Charge Density Fluctuation을 계산해야 한다. 그런데 Second Quantization Formalism을 이용하면 Charge Density Operatior의 기대값을 구할 수 있다. 따라서  {\displaystyle a^{\dagger }\,\!} 나 {\displaystyle a\,\!}와 같은 Operator가 수식에 나오게 되는 것이다.)
{\displaystyle H=\sum _{k}E_{k}a_{k}^{\dagger }a_{k}+\sum _{p}V_{eff}(p)\sum _{k}a_{k+p}^{\dagger }a_{k}\,}
이제, 하이젠버그 운동방정식을 이용하면 {\displaystyle a_{k-q}^{\dagger }a_{k}\,\!} 의 운동에 대해 기술 할 수 있게 된다.
{\displaystyle {\frac {d}{dt}}a_{k-q}^{\dagger }a_{k}={i \over \hbar }[H,a_{k-q}^{\dagger }a_{k}]}
{\displaystyle =i(E_{k-q}-E_{k})a_{k-q}^{\dagger }a_{k}-{i \over \hbar }\sum _{p}V_{eff}(p)(a_{k-q}^{\dagger }a_{k-p}-a_{k+p-q}^{\dagger }a_{k})}
앞의 결과와 Random Phase Approximation을 한다면, {\displaystyle a_{k-q}^{\dagger }a_{k}\,\!} 에 대한 기대값을 구할 수 있게 되고,
{\displaystyle {\frac {d}{dt}}<a_{k-q}^{\dagger }a_{k}>=i(E_{k-q}-E_{k})<a_{k-q}^{\dagger }a_{k}>-{i \over \hbar }V_{eff}(p)(f_{k-q}-f_{k})}
또한 전자가  {\displaystyle e^{-i(\omega +i\delta )t}\,\!} 에 비례해서 움직인다고 가정을 하면 즉,  {\displaystyle <a_{k-q}^{\dagger }a_{k}>\,\propto \,e^{\,\!-i(\omega +i\delta )t}\,\!}  이라고 생각 할 수 있다. 따라서 앞의 식을 바탕으로 다음과 같은 식을 유도할 수 있다.
{\displaystyle \hbar (\omega \delta +E_{k-q}-E_{k})<a_{k-q}^{\dagger }a_{k}>=V_{eff}(q)(f_{k-q}-f_{k})}
결국, {\displaystyle <a_{k-q}^{\dagger }a_{k}>\,\!}에 대해서 정리하면 아래와 같게 된다.
{\displaystyle <a_{k-q}^{\dagger }a_{k}>=V_{eff}(q){{f_{k-q}-f_{k}} \over \ {\hbar (\omega +i\delta +E_{k-q}-E_{k})}}\,\!}
더 나아가기 이전에, 두 가지 함수를 정의해 보도록 하겠다.
먼저 Polarization Function으로 {\displaystyle P^{1}(q,\omega )\,\!}으로 표현을 하며, 그 꼴을 아래와 같다.
{\displaystyle P^{1}(q,\omega )\equiv \sum _{k}{\frac {f_{k-q}-f_{k}}{\hbar (\omega +i\delta +E_{k-q}-E_{k})}}}
다음으로 Electron Charge Denisty Operator이다.
{\displaystyle <\rho _{q}>\equiv -{\frac {|e^{2}|}{L^{3}}}\sum _{k}{a_{k-q}^{\dagger }a_{k}}}
따라서 위에서 정의한 두 식과 앞의 유도한 식을 이용하면 Electron Charge Denisty Operator은 아래와 같이 새롭게 정의가 된다.
{\displaystyle <\rho _{q}>=-{\frac {|e^{2}|}{L^{3}}}V_{eff}(q)P^{1}(q,\omega )}
가림효과를 받은 입자의 퍼텐셜은 포아송 방정식을 만족하므로 다음과 같이 쓰여 질 수 있다.
{\displaystyle \nabla ^{2}V_{ind}(r)={\frac {4\pi |e|\rho (r)}{\epsilon _{o}}}}
위 식을 푸리에 변환을 하고, 앞서 구한 Electron Charge Denisty Operator을 대입하면,
{\displaystyle V_{ind}(q)=-{\frac {4\pi |e|}{\epsilon q^{2}}}\rho _{q}={\frac {4\pi |e|^{2}}{\epsilon _{o}q^{2}L^{3}}}V_{eff}(q)P^{1}(q,\omega )=V_{q}V_{eff}(q)P^{1}(q,\omega )}
맨 처음에 {\displaystyle V_{eff}(r)=V(r)+V_{ind}(r)\,\!}이라고 했으므로, 위의 결과 들을 이용하면 {\displaystyle V_{eff}\,\!}를 가림을 받게되는 실질적인 퍼텐셜(Dynamically Screened Coulomb Potential)인 {\displaystyle V_{s}\,\!}으로 새로 정의할 수 있다.
{\displaystyle V_{eff}(q)=V(q)[1+V_{eff}(q)P^{1}(q,\omega )]={\frac {V_{q}}{1-V_{q}P^{1}(q,\omega )}}={\frac {V_{q}}{\epsilon (q,\omega )}}\equiv V_{s}(q,\omega )}
이 때,
{\displaystyle \epsilon (q,\omega )=1-V_{q}P^{1}(q,\omega )\,\!}
으로 {\displaystyle \epsilon \,\!} 이 동적 유전상수(Dynamic Dielectric Funtion)로 정의 된다.
그러므로, 우리는 Polarization Function {\displaystyle P^{1}(q,\omega )\,\!}의 꼴을 알고 있으므로 린드하드식을 다음과 같이 유도할 수 있게 되는 것이다.
{\displaystyle \epsilon (q,\omega )=1-V_{q}\sum _{k}{\frac {f_{k-q}-f_{k}}{\hbar (\omega +i\delta +E_{k-q}-E_{k})}}.}

## 린드하드 식의 적용범위
여기에 언급한 린드하드 식은 3차원과 2차원에 한 해서 적용이 가능하다. 그리고 {\displaystyle q\,\!} 와 {\displaystyle \omega \,\!} 에 대한 의존성이 있기 때문에 공간과 시간에 대한 분포를 포함한 식이라고 볼 수 있다. 식에서 사용된 입자의 밀도 함수  {\displaystyle f_{k}\,\!} 는 플라즈마의 경우에는 페르미-디락 함수 {\displaystyle f\,\!} 와 같다. 바로 아래에서 차원에 따라서, 또 공간과 시간의 극한영역에서는 린드하드식이 어떻게 되는지 알아보도록 하겠다.

### 3차원

#### 긴파장 영역
긴파장 영역은 {\displaystyle q\to 0\,\!}으로 가능 영역이다. 왜냐하면, {\displaystyle q\,\!}는 파수이기 때문에 {\displaystyle \lambda \,\!}가 커지면 0으로 가기 때문이다.
린드하드 식의 분모를 보면,
{\displaystyle E_{k-q}-E_{k}={\frac {\hbar ^{2}}{2m}}(k^{2}-2{\vec {k}}\cdot {\vec {q}}+q^{2})-{\frac {\hbar ^{2}k^{2}}{2m}}\simeq -{\frac {\hbar ^{2}{\vec {k}}\cdot {\vec {q}}}{m}}},
린드하드 식의 분자를 보면,
{\displaystyle f_{k-q}-f_{k}=f_{k}-{\vec {q}}\cdot \nabla _{k}f_{k}+\cdots -k_{k}\simeq -{\vec {q}}\cdot \nabla _{k}f_{k}}.
위 식을 린드하드 식에 대입을 하고 {\displaystyle \delta \to 0}으로 가는 경우를 취하면,
{\displaystyle {\begin{alignedat}{2}\epsilon (0,\omega )&\simeq 1+V_{q}\sum _{k,i}{\frac {q_{i}{\frac {\partial f_{k}}{\partial k_{i}}}}{\hbar \omega _{0}-{\frac {\hbar ^{2}{\vec {k}}\cdot {\vec {q}}}{m}}}}\\&\simeq 1+{\frac {V_{q}}{\hbar \omega _{0}}}\sum _{k,i}{q_{i}{\frac {\partial f_{k}}{\partial k_{i}}}}(1+{\frac {\hbar {\vec {k}}\cdot {\vec {q}}}{m\omega _{0}}})\\&\simeq 1+{\frac {V_{q}}{\hbar \omega _{0}}}\sum _{k,i}{q_{i}{\frac {\partial f_{k}}{\partial k_{i}}}}{\frac {\hbar {\vec {k}}\cdot {\vec {q}}}{m\omega _{0}}}\\&=1-V_{q}{\frac {q^{2}}{m\omega _{0}^{2}}}\sum _{k}{f_{k}}\\&=1-V_{q}{\frac {q^{2}N}{m\omega _{0}^{2}}}\\&=1-{\frac {4\pi e^{2}}{\epsilon _{0}q^{2}L^{3}}}{\frac {q^{2}N}{m\omega _{0}^{2}}}\\&=1-{\frac {\omega _{pl}^{2}}{\omega _{0}^{2}}}\end{alignedat}}},
여기서 {\displaystyle E_{k}=\hbar \epsilon _{k}}, {\displaystyle V_{q}={\frac {4\pi e^{2}}{\epsilon _{0}q^{2}L^{3}}}}, {\displaystyle \omega _{pl}^{2}={\frac {4\pi e^{2}N}{\epsilon _{0}L^{3}m}}}이다. 이는 고전적인 유전상수 모델(즉, Drude 모델)과 같은 결과이다.

#### 정적 상태
정적인 상태는 {\displaystyle \omega +i\delta \to 0} 일 때 이므로, 린드하드 식은 다음과 같이 된다.
{\displaystyle \epsilon (q,0)=1-V_{q}\sum _{k}{\frac {f_{k-q}-f_{k}}{E_{k-q}-E_{k}}}=1-V_{q}\sum _{k,i}{\frac {-q_{i}{\frac {\partial f}{\partial k_{i}}}}{-{\frac {\hbar ^{2}{\vec {k}}\cdot {\vec {q}}}{m}}}}=1-V_{q}\sum _{k,i}{\frac {q_{i}{\frac {\partial f}{\partial k_{i}}}}{\frac {\hbar ^{2}{\vec {k}}\cdot {\vec {q}}}{m}}}}
평형상태의 페르미-디락 분포상태를 가정하면,
{\displaystyle \sum _{i}{q_{i}{\frac {\partial f_{k}}{\partial k_{i}}}}=-\sum _{i}{q_{i}{\frac {\partial f_{k}}{\partial \mu }}{\frac {\partial \epsilon _{k}}{\partial k_{i}}}}=-\sum _{i}{q_{i}k_{i}{\frac {\hbar ^{2}}{m}}{\frac {\partial f_{k}}{\partial \mu }}}}
여기서 {\displaystyle \epsilon _{k}={\frac {\hbar ^{2}k^{2}}{2m}}}, {\displaystyle {\frac {\partial \epsilon _{k}}{\partial k_{i}}}={\frac {\hbar ^{2}k_{i}}{m}}}이다.
그러므로, 정적 상태인 3차원 린드하드식은 아래와 같이 유도된다.
{\displaystyle {\begin{alignedat}{2}\epsilon (q,0)&=1+V_{q}\sum _{k,i}{\frac {q_{i}k_{i}{\frac {\hbar ^{2}}{m}}{\frac {\partial f_{k}}{\partial \mu }}}{\frac {\hbar ^{2}{\vec {k}}\cdot {\vec {q}}}{m}}}=1+V_{q}\sum _{k}{\frac {\partial f_{k}}{\partial \mu }}=1+{\frac {4\pi e^{2}}{\epsilon _{0}q^{2}}}{\frac {\partial }{\partial \mu }}{\frac {1}{L^{3}}}\sum _{k}{f_{k}}\\&=1+{\frac {4\pi e^{2}}{\epsilon _{0}q^{2}}}{\frac {\partial }{\partial \mu }}{\frac {N}{L^{3}}}=1+{\frac {4\pi e^{2}}{\epsilon _{0}q^{2}}}{\frac {\partial n}{\partial \mu }}\equiv 1+{\frac {\kappa ^{2}}{q^{2}}}.\end{alignedat}}}
여기서 {\displaystyle \kappa \,\!}를 새롭게 정의 했는데 이를 3D Screening Wave Number라고 한다.
{\displaystyle \kappa ={\sqrt {{\frac {4\pi e^{2}}{\epsilon _{0}}}{\frac {\partial n}{\partial \mu }}}}}
또한, 앞의 결과를 이용하여 3차원 일 때 가림효과를 고려한 새로운 쿨롱 포텐션을 구할 수 있다.
{\displaystyle V_{s}(q,\omega =0)={\frac {4\pi e^{2}}{\epsilon _{0}L^{3}}}{\frac {1}{q^{2}+\kappa ^{2}}}={\frac {V_{q}}{\epsilon (q,\omega =0)}}}
이 퍼텐셜은 주파수 도메인으로 표현되었으므로, 푸리에 변환을 해 공간 상에서 어떤 함수를 갖는지 알아보도록 하면,
{\displaystyle V_{s}(r)=\sum _{q}{{\frac {4\pi e^{2}}{\epsilon _{0}L^{3}(q^{2}+\kappa ^{2})}}e^{i{\vec {q}}\cdot {\vec {r}}}}={\frac {e^{2}}{\epsilon _{0}r}}e^{-\kappa r}}
이 되어 우리가 흔히 보았던 유카와 퍼텐셜이 됨을 알 수 있다. 두가지 퍼텐셜을 비교하면, 아래 그래프와 같다.
3D Screening Wave Number를 축퇴 상태와 비축퇴 상태 두 가지 경우에 대해서 생각해 볼 수 있다. 먼저 축퇴상태를 생각해보면, 온도가 0이 상태이므로 종종 이러한 상태의 가림을 Thomas-Fermi Screening이라고 한다. 축퇴상태의 전자기체는 다음과 같은 밀도함수를 가진다.
{\displaystyle n={\frac {1}{2\pi ^{2}}}({\frac {2m}{\hbar ^{2}}}{\frac {2}{3}}E_{f})^{\frac {3}{2}}}.
이 상태에서 페르미 에너지는 {\displaystyle \mu \,\!}와 같아 지므로,
{\displaystyle {\frac {\partial n}{\partial \mu }}={\frac {3}{2}}{\frac {n}{E_{f}}}}
을 얻을 수 있다.
따라서 축퇴상태의 3D Screening Wave Number는 아래와 같이 된다. 이와 같은 상태를 Thomas-Fermi Screening이라고 하므로 3D Thomas-Fermi Screening Wave Number라고 부른다.
{\displaystyle \kappa ={\sqrt {{\frac {4\pi e^{2}}{\epsilon }}{\frac {\partial n}{\partial \mu }}}}={\sqrt {\frac {6\pi e^{2}n}{\epsilon _{0}E_{f}}}}}
다음으로 비축퇴 상태를 생각해 보면, 페르미 분포로부터 다음 식을 유도할 수 있다.
{\displaystyle {\frac {\partial \mu }{\partial n}}={\frac {3}{2}}{\frac {n}{E_{f}}}}
따라서 아래와 같이 비축퇴 상태의 3D Screening Wave Number를 구할 수 있고, 이를 Debye-Hückel Screening Wave Number라고 부른다.
{\displaystyle \kappa ={\sqrt {\frac {4\pi e^{2}n\beta }{\epsilon _{0}}}}}

### 2차원

#### 긴파장 영역
긴파장 영역은 {\displaystyle q\to 0}으로 가능 영역이다. 왜냐하면, q는 파수이기 때문에 {\displaystyle \lambda }가 커지면 0으로 가기 때문이다.
린드하드 식의 분모를 보면,
{\displaystyle E_{k-q}-E_{k}={\frac {\hbar ^{2}}{2m}}(k^{2}-2{\vec {k}}\cdot {\vec {q}}+q^{2})-{\frac {\hbar ^{2}k^{2}}{2m}}\simeq -{\frac {\hbar ^{2}{\vec {k}}\cdot {\vec {q}}}{m}}},
린드하드 식의 분자를 보면,
{\displaystyle f_{k-q}-f_{k}=f_{k}-{\vec {q}}\cdot \nabla _{k}f_{k}+\cdots -k_{k}\simeq -{\vec {q}}\cdot \nabla _{k}f_{k}}.
위 식을 린드하드 식에 대입을 하고 {\displaystyle \delta \to 0}으로 가는 경우를 취하면 원하는 결과를 얻을 수 있다.
{\displaystyle {\begin{alignedat}{2}\epsilon (0,\omega )&\simeq 1+V_{q}\sum _{k,i}{\frac {q_{i}{\frac {\partial f_{k}}{\partial k_{i}}}}{\hbar \omega _{0}-{\frac {\hbar ^{2}{\vec {k}}\cdot {\vec {q}}}{m}}}}\\&\simeq 1+{\frac {V_{q}}{\hbar \omega _{0}}}\sum _{k,i}{q_{i}{\frac {\partial f_{k}}{\partial k_{i}}}}(1+{\frac {\hbar {\vec {k}}\cdot {\vec {q}}}{m\omega _{0}}})\\&\simeq 1+{\frac {V_{q}}{\hbar \omega _{0}}}\sum _{k,i}{q_{i}{\frac {\partial f_{k}}{\partial k_{i}}}}{\frac {\hbar {\vec {k}}\cdot {\vec {q}}}{m\omega _{0}}}\\&=1+{\frac {V_{q}}{\hbar \omega _{0}}}2\int d^{2}k({\frac {L}{2\pi }})^{2}\sum _{i,j}{q_{i}{\frac {\partial f_{k}}{\partial k_{i}}}}{\frac {\hbar k_{j}q_{j}}{m\omega _{0}}}\\&=1+{\frac {V_{q}L^{2}}{m\omega _{0}^{2}}}2\int {\frac {d^{2}k}{(2\pi )^{2}}}\sum _{i,j}{q_{i}q_{j}k_{j}{\frac {\partial f_{k}}{\partial k_{i}}}}\\&=1+{\frac {V_{q}L^{2}}{m\omega _{0}^{2}}}\sum _{i,j}{q_{i}q_{j}2\int {\frac {d^{2}k}{(2\pi )^{2}}}k_{j}{\frac {\partial f_{k}}{\partial k_{i}}}}\\&=1-{\frac {V_{q}L^{2}}{m\omega _{0}^{2}}}\sum _{i,j}{q_{i}q_{j}2\int {\frac {d^{2}k}{(2\pi )^{2}}}k_{k}{\frac {\partial f_{j}}{\partial k_{i}}}}\\&=1-{\frac {V_{q}L^{2}}{m\omega _{0}^{2}}}\sum _{i,j}{q_{i}q_{j}n\delta _{ij}}\\&=1-{\frac {2\pi e^{2}}{\epsilon _{0}qL^{2}}}{\frac {L^{2}}{m\omega _{0}^{2}}}q^{2}n\\&=1-{\frac {\omega _{pl}^{2}(q)}{\omega _{0}^{2}}},\end{alignedat}}}
여기서 {\displaystyle E_{k}=\hbar \epsilon _{k}}, {\displaystyle V_{q}={\frac {2\pi e^{2}}{\epsilon _{0}qL^{2}}}}이고, 특히 2D plasma frequency를 {\displaystyle \omega _{pl}(q)={\sqrt {\frac {2\pi e^{2}nq}{\epsilon _{0}m}}}} 와 같이 정의하였다.

#### 정적 상태
정적인 상태는 {\displaystyle \omega +i\delta \to 0} 일 때 이므로, 린드하드 식은 다음과 같이 된다.
{\displaystyle \epsilon (q,0)=1-V_{q}\sum _{k}{\frac {f_{k-q}-f_{k}}{E_{k-q}-E_{k}}}=1-V_{q}\sum _{k,i}{\frac {-q_{i}{\frac {\partial f}{\partial k_{i}}}}{-{\frac {\hbar ^{2}{\vec {k}}\cdot {\vec {q}}}{m}}}}=1-V_{q}\sum _{k,i}{\frac {q_{i}{\frac {\partial f}{\partial k_{i}}}}{\frac {\hbar ^{2}{\vec {k}}\cdot {\vec {q}}}{m}}}}.
평형상태의 페르미-디락 분포상태를 가정하면,
{\displaystyle \sum _{i}{q_{i}{\frac {\partial f_{k}}{\partial k_{i}}}}=-\sum _{i}{q_{i}{\frac {\partial f_{k}}{\partial \mu }}{\frac {\partial \epsilon _{k}}{\partial k_{i}}}}=-\sum _{i}{q_{i}k_{i}{\frac {\hbar ^{2}}{m}}{\frac {\partial f_{k}}{\partial \mu }}}}
여기서 {\displaystyle \epsilon _{k}={\frac {\hbar ^{2}k^{2}}{2m}}}, {\displaystyle {\frac {\partial \epsilon _{k}}{\partial k_{i}}}={\frac {\hbar ^{2}k_{i}}{m}}}이다.
따라서, 2D 유전상수를 구할 수 있다.
{\displaystyle {\begin{alignedat}{2}\epsilon (q,0)&=1+V_{q}\sum _{k,i}{\frac {q_{i}k_{i}{\frac {\hbar ^{2}}{m}}{\frac {\partial f_{k}}{\partial \mu }}}{\frac {\hbar ^{2}{\vec {k}}\cdot {\vec {q}}}{m}}}=1+V_{q}\sum _{k}{\frac {\partial f_{k}}{\partial \mu }}=1+{\frac {2\pi e^{2}}{\epsilon _{0}qL^{2}}}{\frac {\partial }{\partial \mu }}\sum _{k}{f_{k}}\\&=1+{\frac {2\pi e^{2}}{\epsilon _{0}q}}{\frac {\partial }{\partial \mu }}{\frac {N}{L^{2}}}=1+{\frac {2\pi e^{2}}{\epsilon _{0}q}}{\frac {\partial n}{\partial \mu }}\equiv 1+{\frac {\kappa }{q}}.\end{alignedat}}}
여기서 {\displaystyle \kappa ={\frac {2\pi e^{2}}{\epsilon _{0}}}{\frac {\partial n}{\partial \mu }}} 로 정의를 했다. 3차원일 때와 마찬가지로 {\displaystyle \kappa \,\!}를 알면 가림효과를 고려한 쿨롱 퍼텐셜을 쉽게 유도 할 수 있다. 그 결과는 아래와 같다.
{\displaystyle V_{s}(q,\omega =0)={\frac {2\pi e^{2}}{\epsilon _{0}L^{2}}}{\frac {1}{q+\kappa }}}
2차원 페르미 기체의 Chemical Potenital은 {\displaystyle \mu (n,T)={\frac {1}{\beta }}\ln {(e^{\hbar ^{2}\beta \pi n/m}-1)}} 이므로  {\displaystyle {\frac {\partial \mu }{\partial n}}={\frac {\hbar ^{2}\pi }{m}}{\frac {1}{1-e^{-\hbar ^{2}\beta \pi n/m}}}} 가 된다.
따라서 {\displaystyle \kappa ={\frac {2\pi e^{2}}{\epsilon _{0}}}{\frac {\partial n}{\partial \mu }}={\frac {2\pi e^{2}}{\epsilon _{0}}}{\frac {m}{\hbar ^{2}\pi }}(1-e^{-\hbar ^{2}\beta \pi n/m})={\frac {2me^{2}}{\epsilon _{0}\hbar ^{2}}}f_{k=0}} 가 됨을 알 수 있다. 수식을 보면 2차원 Screening Wave Number는 3차원이 밀도에 의존하는데 반해, 그렇지 않다는 것을 확인할 수 있다.

## 참고 문헌
- Hartmut Hang, "Quantum Theory of the optical and electronic Properties of Semiconductors", World Scientific (2004)
- Gerald D. Mahan, "Many-particle physics", New York : Kluwer Academic/Plenum Publishers (2000)
- Lindhard, J. K. Dan. Vidensk. Selsk. Mat. Fys. Medd. 28, (8) (1984)

## 같이 보기
- 플라즈마
- 퍼텐셜
- 페르미-디락 함수